# Ukrainische Eishockeyliga 2019/20
Die Saison 2019/20 war die 27. Spielzeit der ukrainischen Eishockeyliga, der höchsten ukrainischen Eishockeyspielklasse. Meister wurde zum ersten  Mal in der Vereinsgeschichte  der HK Krementschuk.

## Teilnehmer
Alle sechs Mannschaften des Vorjahres nahmen erneut teil.
| Team                      | Standort     | Spielstätte               | Kapazität |
| ------------------------- | ------------ | ------------------------- | --------- |
| HK Bilyj Bars Bila Zerkwa | Bila Zerkwa  | Bilyj-Bars-Eisarena       | 450       |
| Kryschani Wowky Kiew      | Kiew         | Ljodowa arena, Schalett 6 | 390       |
| Dnipro Cherson            | Cherson      | Favoryt-Arena             | 400       |
| Dinamo Charkiw            | Charkiw      | Saltiwskyj Lid            | 800       |
| HK Donbass Donezk         | Druschkiwka  | Altair-Eisarena           | 373       |
| HK Krementschuk           | Krementschuk | Iceberg-Eisarena          | 500       |

## Modus
Die sechs Mannschaften absolvierten in der Hauptrunde insgesamt 40 Spiele, spielten also achtmal gegen jeden anderen Verein. Ursprünglich sollte nach  der Hauptrunde eine Playoff-Phase folgen. Diese wurde jedoch wegen der COVID-19-Pandemie in der Ukraine abgesagt und der Sieger der Hauptrunde zum Meister erklärt. Für einen Sieg nach regulärer Spielzeit erhielt jede Mannschaft drei Punkte, für einen Sieg nach Verlängerung zwei Punkte, bei einer Niederlage nach Verlängerung gab es ein Punkt und bei einer Niederlage nach regulärer Spielzeit null Punkte.

## Hauptrunde

### Tabelle
|    | Klub                      | Sp | S  | OTS | OTN | N  | Tore    | Punkte |
| -- | ------------------------- | -- | -- | --- | --- | -- | ------- | ------ |
| 1. | HK Krementschuk           | 40 | 29 | 3   | 3   | 5  | 251:064 | 96     |
| 2. | HK Donbass Donezk         | 40 | 29 | 3   | 2   | 6  | 223:068 | 95     |
| 3. | Dnipro Cherson            | 40 | 25 | 4   | 3   | 8  | 189:070 | 86     |
| 4. | HK Bilyj Bars Bila Zerkwa | 40 | 16 | 1   | 3   | 20 | 129:129 | 53     |
| 5. | Kryschani Wowky Kiew      | 40 | 6  | 1   | 0   | 33 | 078:245 | 20     |
| 6. | Dinamo Charkiw            | 40 | 3  | 0   | 1   | 36 | 052:346 | 10     |

Sp = Spiele, S = Siege, OTS = Overtime-Siege, OTN = Overtime-Niederlage, N = Niederlagen

## Play-offs
Die Playoffs wurden aufgrund der COVID-19-Pandemie in der Ukraine abgesagt.